# Sabalia sericaria
Sabalia sericaria is een vlinder uit de familie herfstspinners (Brahmaeidae). De wetenschappelijke naam is voor het eerst geldig gepubliceerd in 1896 door Weymer.
De soort komt voor in het Afrotropisch gebied.